# Publius concretus
Publius concretus is een keversoort uit de familie Passalidae. De wetenschappelijke naam van de soort is voor het eerst geldig gepubliceerd in 1868 door Johann Jakob Kaup.